# Peridroma pallens
Peridroma pallens là một loài bướm đêm trong họ Noctuidae.